# Мінова вартість
Мінова́ ва́ртість — видиме кількісне співвідношення, у якому споживні вартості одного роду обмінюються на споживні вартості іншого роду. Кожен окремий товар можна обміняти на безліч інших у різних кількісних пропорціях; отже, він має безліч мінових вартостей. В усіх товарах, що обмінюються на інші, спільне те, що вони є втіленням суспільної праці, затраченої на їх виробництво, яка й робить їх кількісно зіставлювальними, отже, формує їхню вартість. Крім того, вони мають суспільну споживчу вартість. На відміну від споживчої вартості, яка виражає відношення до природи, вартість відображає суспільні виробничі відносини між людьми, але пов'язані з цим відношенням, з процесом праці, з виробничою діяльністю людини. Тому у вартості втілено не просто кількість суспільно необхідної праці, а й якість продукції, її корисний ефект.